# Высшие змеи
Высшие змеи, или настоящие змеи, или современные змеи (лат. Alethinophidia) — инфраотряд пресмыкающихся из подотряда змей (Serpentes). Включает 316 родов, объединяемых в 15 семейств.

## Этимология
Название образовано от древнегреческих слов ἀληθινός (alēthinós) («истинный», «подлинный») и ὄφις (óphis) («змея»).

## Палеонтология
Древнейшие представители известны со второй половины мелового периода. Окаменелости Alethinophidia найдены в Wadi Abu Hashim (северный Судан), формация Wadi Milk. Coniophis строением позвонков напоминает современных вальковатых змей (Aniliidae). Два вымерших семейства из той же локации — Anomalophiidae и Russellophiidae — тоже принадлежат к Alethinophidia. Krebsophis — древнейший из Russellophiidae. Семейство Nigerophiidae включает обитавших в воде Nubianophis из Wadi Abu Hashim и Nigerophis из палеоценовых отложений Нигера. Род Eoanilius (из семейства вальковатых змей) появился в эоцене. Он также существовал в олигоцене и раннем миоцене.

## Классификация
- Клада Henophidia
  - Семейство Aniliidae — Вальковатые змеи
  - Семейство Anomochilidae
  - Семейство Boidae — Ложноногие змеи
    - Подсемейство Boinae Gray — Удавы
    - Подсемейство Erycinae Bonaparte — Песчаные удавы
    - Подсемейство Pythoninae — Питоны

  - Семейство Bolyeriidae — Болиериды
  - Семейство Cylindrophiidae — Цилиндрические змеи
  - Семейство Loxocemidae — Двухцветные змеи
  - Семейство Tropidophiidae — Земляные удавы
  - Семейство Uropeltidae — Щитохвостые змеи
  - Семейство Xenopeltidae — Лучистые змеи
- Надсемейство Colubroidea
  - Семейство Acrochordidae — Бородавчатые змеи
  - Семейство Atractaspididae — Шпильковые змеи
  - Семейство Colubridae — Ужеобразные
    - Подсемейство Homalopsinae Günther — Пресноводные змеи
    - Подсемейство Natricinae Bonaparte — Ужовые
    - Подсемейство Xenodontinae Cope — Гладкозубые змеи

  - Семейство Elapidae — Аспиды
  - Семейство Hydrophiidae — Морские змеи
  - Семейство Viperidae — Гадюковые
    - Подсемейство Azemiopinae Liem, Marx & Rabb
    - Подсемейство Causinae Cope
    - Подсемейство Crotalinae Oppel — Ямкоголовые
    - Подсемейство Viperinae Oppel — Гадюковые